# 栋巴勒德旺达尔内
栋巴勒德旺达尔内（法語：Dombasle-devant-Darney，法語發音：[dɔ̃bal dəvɑ̃ daʁnɛ] ⓘ，意为“达尔内前方的栋巴勒”）是法国大東部大區孚日省的一个市镇，属于讷沙托区。

## 地理
栋巴勒德旺达尔内（48°7'37"N, 6°4'36"E）面积8.73 平方千米，位于法国大東部大區孚日省，该省份为法国东北部内陆省份，北起默兹省和默尔特-摩泽尔省，西接上马恩省，南至上索恩省和贝尔福地区省，东临上莱茵省和下莱茵省。
与栋巴勒德旺达尔内接壤的市镇（或旧市镇、城区）包括：热松维尔、勒朗日、桑瓦卢瓦、瑟农日、贝尔吕、邦维莱、多马坦莱瓦卢瓦。

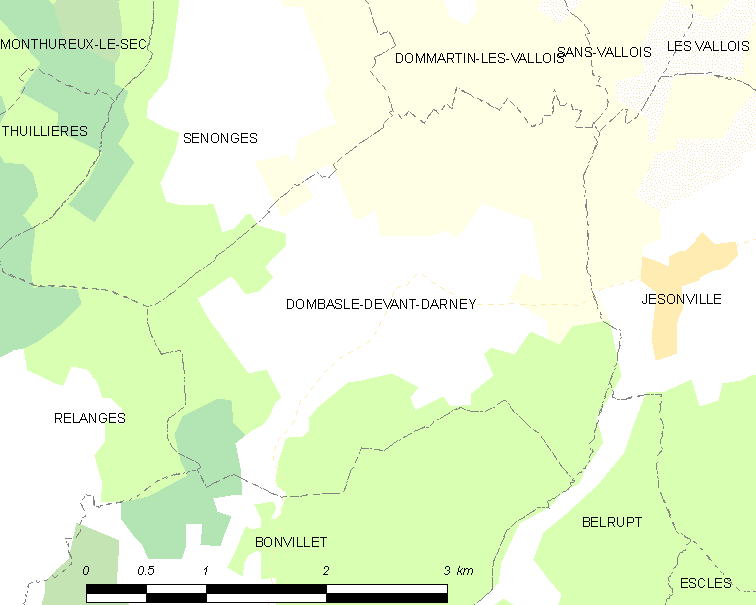
栋巴勒德旺达尔内的OSM定位图

栋巴勒德旺达尔内的时区为UTC+01:00、UTC+02:00（夏令时）。

## 行政
栋巴勒德旺达尔内的邮政编码为88260，INSEE市镇编码为88138。

## 政治
栋巴勒德旺达尔内所属的省级选区为达尔内县。

## 人口

1962-2008年间栋巴勒德旺达尔内人口变化图示

栋巴勒德旺达尔内于2022年1月1日时的人口数量为77人。